# Lorenzo Tonelli
Lorenzo Tonelli (Florencia, Italia, 17 de enero de 1990) es un exfutbolista italiano que desempeñó como defensa y su último equipo fue el Empoli F. C..

## Trayectoria

### Empoli
Tonelli se formó en las categorías inferiores del Empoli. Debutó en el primer equipo del club toscano el 5 de septiembre de 2010, en el partido de Serie B contra el Varese, reemplazando a Daniele Mori en el minuto 19. Terminó su primera temporada como profesional con 17 presencias en Serie B y una en Copa Italia contra la Fiorentina.
Marcó su primer gol el 14 de agosto de 2011 ante el Piacenza, en la 2.ª ronda de Copa Italia. El 31 de agosto de 2014 debutó en la Serie A, en el partido de visitante contra el Udinese. El 23 de septiembre siguiente anotó su primer tanto en la máxima división italiana contra el Milan.

### Napoli
El 23 de mayo de 2016 fichó por el Napoli. Por problemas en la rodilla, jugó su primer partido con la camiseta azzurra sólo el 7 de enero de 2017, debido a las ausencias en la defensa central tanto de Albiol como de Koulibaly; en su debut marcó un gol en el minuto 95 que le dio la victoria al Napoli ante Sampdoria. Esa temporada jugó en otras dos ocasiones, ambas en la liga, marcando otro gol contra el Pescara.

### Sampdoria
El 17 de agosto de 2018 se hizo oficial su llegada a la Sampdoria cedido con obligación de compra. Regresó a Nápoles al término de la temporada pero en enero de 2020 regresó al conjunto genovés, nuevamente como cedido con opción de compra obligatoria, firmando hasta 2022.

## Selección nacional

### Selección Sub-16
Ha sido internacional con la selección de Italia sub-16 en 3 ocasiones.

### Selección sub-21
Debutó con la selecciónsub-21 el 17 de noviembre de 2010 en una victoria 2-1 de su selección frente a Turquía.

## Estadísticas

### Clubes
- Actualizado hasta el 7 de enero de 2016.

| Club | Div.                | Temporada           | Liga  | Liga  | Liga   | Copas nacionales(1) | Copas nacionales(1) | Copas nacionales(1) | Torneos internacionales(2) | Torneos internacionales(2) | Torneos internacionales(2) | Total | Total | Total  | Media goleadora(3) |
| Club | Div.                | Temporada           | Part. | Goles | Asist. | Part.               | Goles               | Asist.              | Part.                      | Goles                      | Asist.                     | Part. | Goles | Asist. | Media goleadora(3) |
| --- | ------------------- | ------------------- | ----- | ----- | ------ | ------------------- | ------------------- | ------------------- | -------------------------- | -------------------------- | -------------------------- | ----- | ----- | ------ | ------------------ |
| Empoli F.C. · Italia | 2.ª                 | 2010-11             | 16    | 0     | 0      | 1                   | 0                   | 0                   | -                          | -                          | -                          | 17    | 0     | 0      | 0,00               |
| Empoli F.C. · Italia | 2.ª                 | 2011-12             | 16    | 0     | 0      | 3                   | 1                   | 0                   | -                          | -                          | -                          | 19    | 1     | 0      | 0,05               |
| Empoli F.C. · Italia | 2.ª                 | 2012-13             | 40    | 4     | 0      | 1                   | 0                   | 0                   | -                          | -                          | -                          | 41    | 1     | 0      | 0,02               |
| Empoli F.C. · Italia | 2.ª                 | 2013-14             | 37    | 3     | 2      | 2                   | 0                   | 0                   | -                          | -                          | -                          | 39    | 3     | 2      | 0,07               |
| Empoli F.C. · Italia | 1.ª                 | 2014-15             | 28    | 5     | 0      | 2                   | 0                   | 0                   | -                          | -                          | -                          | 30    | 5     | 0      | 0,16               |
| Empoli F.C. · Italia | 1.ª                 | 2015-16             | 26    | 2     | 0      | 1                   | 0                   | 0                   | -                          | -                          | -                          | 27    | 2     | 0      | 0,07               |
| Empoli F.C. · Italia | Total club          | Total club          | 163   | 14    | 2      | 10                  | 1                   | 0                   | -                          | -                          | -                          | 173   | 15    | 2      | 0,08               |
| S.S.C. Napoli · Italia | 1.ª                 | 2016-17             | 3     | 2     | 0      | 0                   | 0                   | 0                   | 0                          | 0                          | 0                          | 1     | 1     | 0      | 1,00               |
| S.S.C. Napoli · Italia | Total club          | Total club          | 1     | 1     | 0      | 0                   | 0                   | 0                   | 0                          | 0                          | 0                          | 1     | 1     | 0      | 1,00               |
| Total en su carrera | Total en su carrera | Total en su carrera | 164   | 15    | 2      | 10                  | 1                   | 0                   | 0                          | 0                          | 0                          | 174   | 16    | 2      | 0,09               |
| (1) Incluye Copa Italia. (2) Incluye UEFA Champions League. (3) Media de goles por encuentro. No incluye goles en partidos amistosos. |                     |                     |       |       |        |                     |                     |                     |                            |                            |                            |       |       |        |                    |